# Sodastream (Band)
Sodastream ist eine 1996 in Perth gegründete australische Popband, die sich 2007 getrennt und 2013 wiedervereinigt hat. Sie besteht aus Karl Smith und Pete Cohen.

## Diskografie
Alben
- 2000: Looks like a Russian
- 2001: The Hill for Company
- 2003: A Minor Revival
- 2006: Reservations
- 2017: Little by Little